# Al cor de la nit

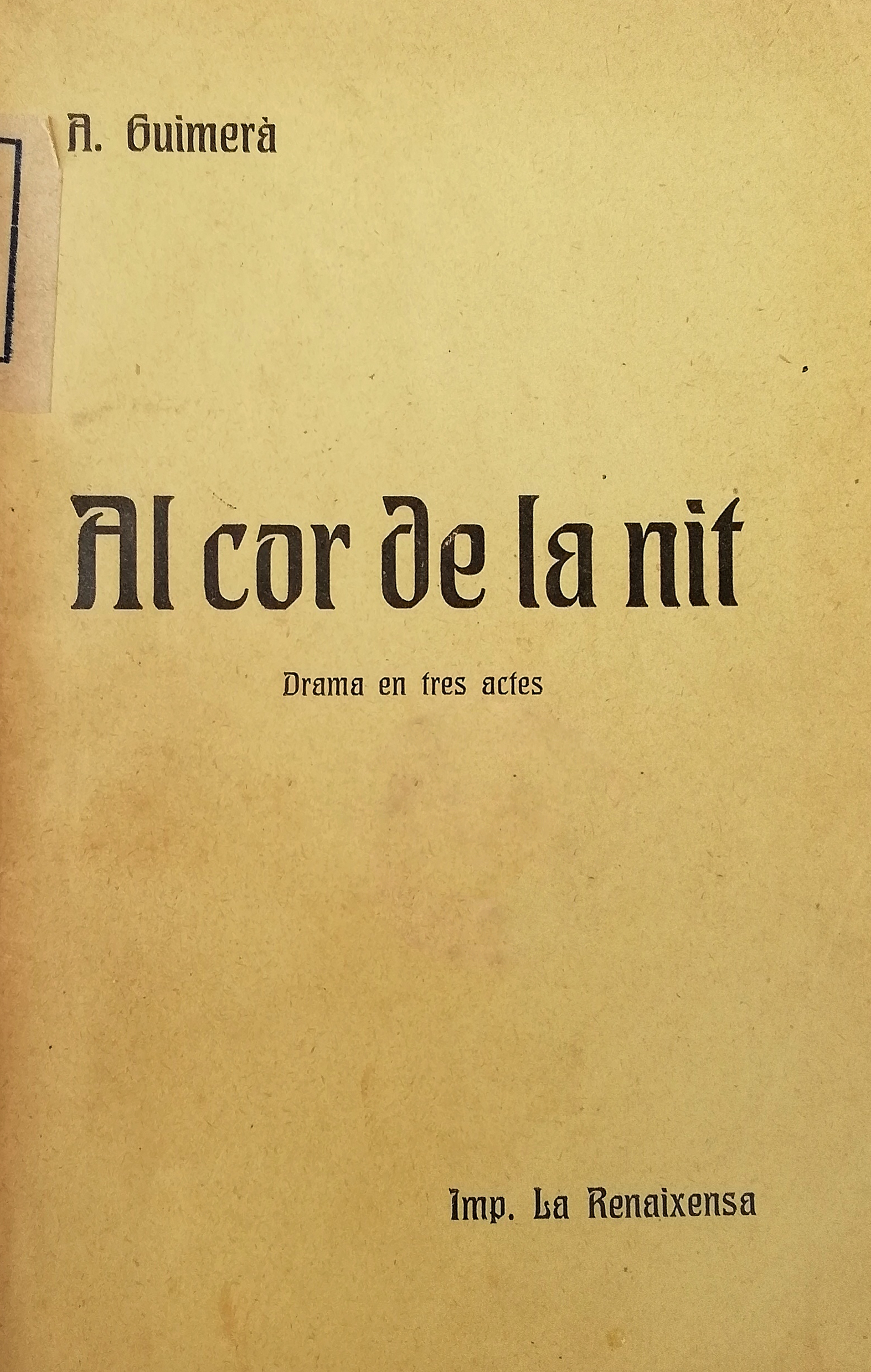
Al cor de la nit, exemplar publicat l'any 1918 a la Impremta La Renaixença de Barcelona. 128 pàgines.

Al cor de la nit és un drama en tres actes, original d'Àngel Guimerà, estrenat al teatre Romea de Barcelona, el 19 d'abril de 1918. L'obra transcorre a principis del segle xx.

## Repartiment de l'estrena
Actors de repartiment.
- Georgeta: Mercè Nicolau
- La Bel: Teresa Arquer
- Jan-Toni: Enric Giménez
- Rei Enric: Pius Daví
- Tomasot: Joaquim Vinyas
- Argonal: Bartomeu Pujol
- Colmar: Emili Ginestet
- Lleonart: Josep Camprodon
- Gilot: Joaquim Alonso
- Albertó: Joan Munt
- Brandi: Joan Quintana
- Marsal: Miquel Sirvent
- Norian: Baldiri Gibert
- Capità: Antoni Martí
- Soldat: Evarist Pallach
- Paisans i soldats
- Direcció artística: Enric Giménez